# Comité national olympique des Émirats arabes unis
Le Comité national olympique des Émirats arabes unis est le comité national olympique des Émirats arabes unis, fondé en 1979.